# Gemerský Sad
Gemerský Sad (in ungherese Gömörliget) è un comune della Slovacchia facente parte del distretto di Revúca, nella regione di Banská Bystrica.